# Équipe cycliste Wildlife Generation
L'équipe cycliste Wildlife Generation, officiellement Wildlife Generation Pro Cycling (anciennement nommée Jelly Belly) est une équipe cycliste américaine participant aux circuits continentaux de cyclisme et en particulier l'UCI America Tour. L'équipe participe également aux épreuves de cyclo-cross.

## Histoire de l'équipe
L'équipe existe depuis 1999, ce qui en fait la plus ancienne formation américaine du peloton. L'entreprise Jelly Belly est également sponsor de l'équipe continentale belge Donckers Koffie-Jelly Belly en 2011.

## Principales victoires

### Championnats internationaux
- Championnats d'Océanie sur route : 1
  - Contre-la-montre : 2011 (William Dickeson)

### Courses d'un jour
- Grand Prix Erciyes : 2021 (Alex Hoehn)

### Courses par étapes
- Tour de Hong Kong Shanghai : 2007 (James Meadley)
- Redlands Classic : 2007 (Andrew Bajadali)
- Tour de Corée : 2010 (Michael Friedman)
- Tour de Thaïlande : 2010 (Kiel Reijnen)
- Tour of the Gila : 2016 (Lachlan Morton)
- Tour de l'Utah : 2016 (Lachlan Morton)
- Tour de Xingtai : 2017 (Jacob Rathe)
- Joe Martin Stage Race : 2022 (Jonathan Clarke)

### Championnats nationaux
- Championnats du Canada sur route : 1
  - Course en ligne : 2010 (Will Routley)
- Championnats des États-Unis sur route : 1
  - Course en ligne : 2013 (Fred Rodriguez)
- Championnats du Mexique sur route : 2
  - Course en ligne : 2012 et 2013 (Luis Lemus)

## Classements UCI
Entre 1999 et 2004, l'équipe est membre des Groupes Sportifs III.
| Classement UCI | Classement UCI         | Classement UCI                            | Classement UCI |
| Année          | Classement par équipes | Meilleur coureur au classement individuel |                |
| -------------- | ---------------------- | ----------------------------------------- | -------------- |
| 1999           | 14e (GSIII)            | Steve Hegg (835e)                         |                |
| 2000           | 8e (GSIII)             | Eddy Gragus (615e)                        |                |
| 2001           | 15e (GSIII)            | Eddy Gragus (472e)                        |                |
| 2002           | 37e (GSIII)            | Mariano Friedick (1026e)                  |                |
| 2003           | 53e (GSIII)            | Mariano Friedick (1112e)                  |                |
| 2004           | 21e (GSIII)            | Jonas Carney (593e)                       |                |
|                |                        |                                           |                |
| Source : UCI   |                        |                                           |                |

L'équipe participe aux épreuves des circuits continentaux et en particulier de l'UCI America Tour. Les tableaux ci-dessous présentent les classements de l'équipe sur les différents circuits, ainsi que son meilleur coureur au classement individuel.
UCI America Tour
| UCI America Tour | UCI America Tour       | UCI America Tour                          | UCI America Tour |
| Année            | Classement par équipes | Meilleur coureur au classement individuel |                  |
| ---------------- | ---------------------- | ----------------------------------------- | ---------------- |
| 2005             | 4e                     | Danny Pate (27e)                          |                  |
| 2006             | 11e                    | Caleb Manion (82e)                        |                  |
| 2007             | 27e                    | Alex Candelario (153e)                    |                  |
| 2008             | 21e                    | Charles Bradley Huff (43e)                |                  |
| 2010             | 14e                    | Will Routley (46e)                        |                  |
| 2011             | 22e                    | Ken Hanson (48e)                          |                  |
| 2012             | 26e                    | Charles Bradley Huff (75e)                |                  |
| 2013             | 8e                     | Fred Rodriguez (18e)                      |                  |
| 2014             | 9e                     | Serghei Țvetcov (6e)                      |                  |
| 2015             | 15e                    | Gavin Mannion (34e)                       |                  |
| 2016             | 4e                     | Lachlan Morton (6e)                       |                  |
| 2017             | 4e                     | Serghei Țvetcov (1er)                     |                  |
| 2018             | 4e                     | Jack Burke (40e)                          |                  |
| 2019             | 26e                    | Stephen Bassett (63e)                     |                  |
| 2020             | 12e                    | Alex Hoehn (71e)                          |                  |
| 2021             | 4e                     | Alex Hoehn (26e)                          |                  |
| 2022             | 8e                     | Scott McGill (108e)                       |                  |
|                  |                        |                                           |                  |
| Source : UCI     |                        |                                           |                  |

UCI Asia Tour
| UCI Asia Tour | UCI Asia Tour          | UCI Asia Tour                             | UCI Asia Tour |
| Année         | Classement par équipes | Meilleur coureur au classement individuel |               |
| ------------- | ---------------------- | ----------------------------------------- | ------------- |
| 2007          | 20e                    | James Meadley (23e)                       |               |
| 2008          | 41e                    | Nicholas Sanderson (130e)                 |               |
| 2009          | 16e                    | Charles Bradley Huff (46e)                |               |
| 2010          | 5e                     | Kiel Reijnen (12e)                        |               |
| 2011          | 27e                    | Charles Bradley Huff (77e)                |               |
| 2012          | 37e                    | Charles Bradley Huff (111e)               |               |
| 2014          | 65e                    | Luis Lemus (183e)                         |               |
| 2016          | 86e                    | Lachlan Morton (413e)                     |               |
| 2017          | 45e                    | Jacob Rathe (170e)                        |               |
| 2018          | 55e                    | Taylor Sheldon (219e)                     |               |
|               |                        |                                           |               |
| Source : UCI  |                        |                                           |               |

UCI Europe Tour
| UCI Europe Tour | UCI Europe Tour        | UCI Europe Tour                           | UCI Europe Tour |
| Année           | Classement par équipes | Meilleur coureur au classement individuel |                 |
| --------------- | ---------------------- | ----------------------------------------- | --------------- |
| 2014            | 114e                   | Nic Hamilton (576e)                       |                 |
| 2018            | 141e                   | Matteo Jorgenson (1878e)                  |                 |
| 2021            | -                      | Serghei Țvetcov (226e)                    |                 |
| 2022            | -                      | Cormac McGeough (562e)                    |                 |
|                 |                        |                                           |                 |
| Source : UCI    |                        |                                           |                 |

UCI Oceania Tour
| UCI Oceania Tour | UCI Oceania Tour       | UCI Oceania Tour                          | UCI Oceania Tour |
| Année            | Classement par équipes | Meilleur coureur au classement individuel |                  |
| ---------------- | ---------------------- | ----------------------------------------- | ---------------- |
| 2006             | 26e                    | Alex Candelario (82e)                     |                  |
| 2009             | 15e                    | Will Routley (33e)                        |                  |
| 2010             | 14e                    | Bernard Van Ulden (19e)                   |                  |
| 2011             | 8e                     | William Dickeson (12e)                    |                  |
| 2015             | 14e                    | Angus Morton (46e)                        |                  |
| 2018             | 14e                    | Lionel Mawditt (61e)                      |                  |
| 2021             | -                      | Jonathan Clarke (73e)                     |                  |
| 2022             | -                      | Jonathan Clarke (57e)                     |                  |
|                  |                        |                                           |                  |
| Source : UCI     |                        |                                           |                  |

L'équipe est également classée au Classement mondial UCI qui prend en compte toutes les épreuves UCI et concerne toutes les équipes UCI.
| Classement mondial | Classement mondial     | Classement mondial                        | Classement mondial |
| Année              | Classement par équipes | Meilleur coureur au classement individuel |                    |
| ------------------ | ---------------------- | ----------------------------------------- | ------------------ |
| 2016               | -                      | Lachlan Morton (208e)                     |                    |
| 2017               | -                      | Serghei Țvetcov (158e)                    |                    |
| 2018               | -                      | Jack Burke (817e)                         |                    |
| 2019               | 201e                   | Stephen Bassett (582e)                    |                    |
| 2020               | 144e                   | Alex Hoehn (942e)                         |                    |
| 2021               | 58e                    | Serghei Țvetcov (266e)                    |                    |
| 2022               | 84e                    | Cormac McGeough (737e)                    |                    |
|                    |                        |                                           |                    |
| Source : UCI       |                        |                                           |                    |

## Wildlife Generation Pro Cycling en 2022
| Cycliste                | Date de naissance | Nationalité | Équipe 2021                     |  |
| ----------------------- | ----------------- | ----------- | ------------------------------- |  |
| Ulises Alfredo Castillo | 5 mars 1992       | Mexique     | Wildlife Generation Pro Cycling |  |
| Jonathan Clarke         | 18 décembre 1984  | Australie   | Wildlife Generation Pro Cycling |  |
| Noah Granigan           | 18 janvier 1996   | États-Unis  | Wildlife Generation Pro Cycling |  |
| Ryan Jastrab            | 17 juillet 2000   | États-Unis  | Wildlife Generation Pro Cycling |  |
| Cormac McGeough         | 11 août 1996      | Irlande     | Wildlife Generation Pro Cycling |  |
| Scott McGill            | 20 septembre 1998 | États-Unis  | Aevolo                          |  |
| Ahmet Örken             | 12 mars 1993      | Turquie     | Team Sapura Cycling             |  |
| Brendan Rhim            | 19 décembre 1995  | États-Unis  | EvoPro Racing                   |  |
| Kent Ross               | 2 décembre 1996   | États-Unis  | Wildlife Generation Pro Cycling |  |
| Serghei Țvetcov         | 29 décembre 1988  | Roumanie    | Wildlife Generation Pro Cycling |  |